# Balboa Tower
La Balboa Tower est un gratte-ciel de logements de 138 mètres de hauteur construit à Panama en 2002. 
L'architecte de l'immeuble est Jesús Díaz & Asociados